# Amoureux House
Pour les articles homonymes, voir Amoureux (homonymie).
L'Amoureux House – ou Beauvais-Amoureux House – est une maison américaine à Sainte-Geneviève, dans le comté de Sainte-Geneviève, au Missouri. Construite en 1792, elle constitue une propriété contributrice au district historique de Sainte-Geneviève depuis l'inscription de ce district historique au Registre national des lieux historiques le 15 octobre 1966. Elle est protégée au sein du Ste. Geneviève National Historical Park depuis sa création en 2020.